# Emilio Luque Morata

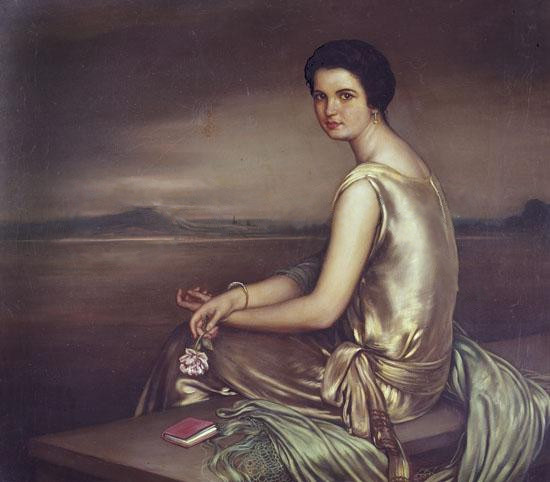
Retrato de Concepción Luque Álvarez, hija del doctor Emilio Luque, c. 1926, por Julio Romero de Torres.

Emilio Luque Morata (Córdoba, 2 de marzo de 1876- Córdoba, 15 de febrero de 1939), fue un médico y ginecólogo español. Médico de la Beneficencia Municipal, fundó la Academia de Ciencias Médicas de Córdoba.

## Biografía
Nacido en Córdoba el 2 de marzo de 1876, fue hijo de un fabricante de estuches de joyería. Inicia su carrera de Medicina en la ciudad de Granada, trasladándose para terminarla en Madrid en el año 1899. 
Falleció el 15 de febrero de 1939.

## Trayectoria
A finales del siglo XIX regresa a Córdoba donde comienza su actividad profesional, primeramente como médico de la Beneficencia Municipal. En el año 1903 ingresa en el Hospital de Agudos como médico de guardia y un año más tarde, por oposición en la vacante del doctor Vicente Ortí, comienza en el manicomio. Junto a los doctores Manuel Villegas y Castellano, crea el primer establecimiento quirúrgico de la ciudad de Córdoba. En enero de 1916 se doctora en la Universidad de Madrid con un estudio sobre el sabio cordobés Maimónides.
Se especializa en ginecología y en el año 1918 funda junto al doctor Joaquín Altolaguirre el Sanatorio La Purísima, primer establecimiento privado de la ciudad que estuvo en funcionamiento hasta el año 1981. Fue fundador de la Academia de Ciencias Médicas de Córdoba, institución que publicó entre otras la revista Anales de la Academia de Ciencias Médicas. En mayo de 1923 ingresa como académico numerario en la Real Academia de Córdoba. Fue el primer presidente del Colegio de Médicos de Córdoba entre marzo de 1918 y mediados de 1919.
Atentado
En junio de 1934 el doctor Luque asistió junto a su esposa a una fiesta que el marqués de Valdeiglesias daba en su finca de Chamartín de la Rosa (Madrid). A la salida, unos desconocidos dispararon al automóvil. Un proyectil dio en un neumático y otra bala hizo añicos los cristales del auto. Los trozos de vidrio provocaron algunos rasguños en el rostro de la esposa. Al parecer, el coche del doctor Luque era idéntico al de José Antonio Primo de Rivera, que también asistió a la fiesta, por lo que se creyó que el atentado iba dirigido al político falangista.
En marzo de 1936 sufrió una grave enfermedad. Ya repuesto, la prensa se hace eco de su mejoría.

## Hijo Predilecto
Debido a su implicación ciudadana, fue nombrado Hijo Predilecto de Córdoba el 4 de agosto de 1930, y posteriormente el Ayuntamiento dio nombre a una institución benéfica en el barrio del Alcázar Viejo. Con motivo del 25 aniversario de su fallecimiento, en 1964, se erigió por suscripción popular un busto suyo realizado por  Amadeo Ruiz Olmos que se enclavó en la plaza que lleva su nombre: plaza del doctor Emilio Luque.